# Speciedaler

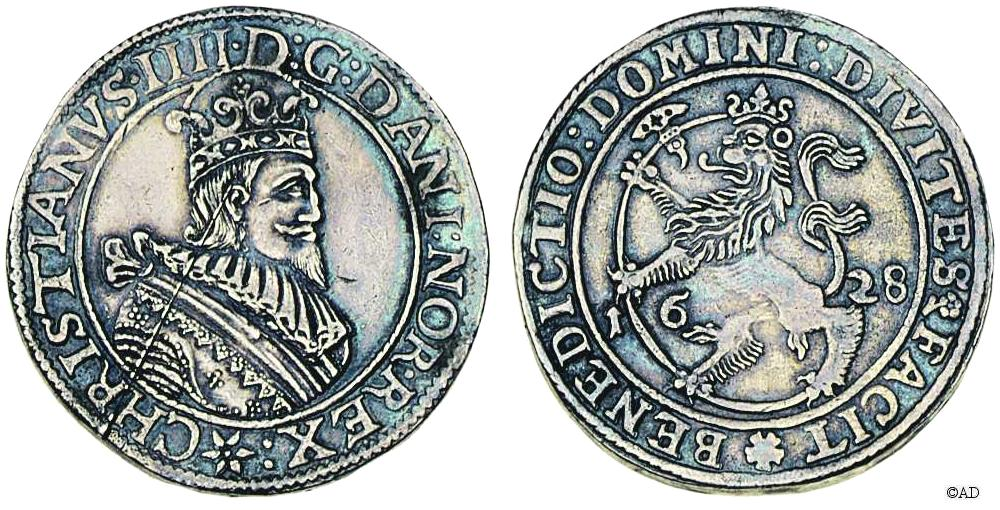
Pièce de 1 speciedaler d'argent de 1628 avec au revers le lion norvégien ; à l'avers, figure le portrait du roi Christian IV DANI: NOR. REX (argent 969 ‰, poids de 25,98 g).

Le Speciedaler, ou, plus rarement spesidaler, est une monnaie utilisée en Norvège de 1560 à 1875. Ce fut la monnaie officielle norvégienne à partir de 1816. Il est divisé en 120 skilling (ou species).
L'acronyme est Spd. Un speciedaler était à l'origine une pièce d'argent d'une teneur en argent pur de 87,5 % (875/1000). 
La production norvégienne a commencé à Kristiania en 1628 et s'est poursuivie par la Monnaie royale à Kongsberg durant une période qui va de 1686 à 1873. Avant 1817, la monnaie officielle norvégienne s'appelle le rigsdaler, avec comme référence le thaler.
En 1873 advient une réforme monétaire, l'Union monétaire scandinave, que font à la fois la Norvège, la Suède et le Danemark pour se diriger vers une nouvelle unité commune, la couronne. La Norvège rejoint l'union monétaire en 1875. Lors de la transition, 1 speciedaler équivaut à 4 couronnes.
Les premiers billets de la banque centrale de Norvège sont émis à partir de 1817.